# Wilensteinermühle
Die Wilensteinermühle – alternativ Wilensteiner Mühle oder Klug'sche Mühle genannt – ist eine Annexe der Ortsgemeinde Trippstadt und eine ehemalige Mühle. Mittlerweile ist sie als Wohnplatz ausgewiesen.

## Lage
Die Wilensteinermühle befindet sich im Pfälzerwald im Karlstal. Unmittelbar westlich fließt die Moosalbe. In unmittelbarer Nähe liegen außerdem die Annexe Wilensteinerhof und die Ruine der namensgebenden Burg Wilenstein.

## Geschichte
Von allen Mühlen innerhalb des Tals der Moosalbe ist sie die älteste. Bereits im Mittelalter fungierte sie als Kern- und Ölmühle für die nahe Burg Wilenstein. Sie wurde im Jahr 1621 erstmals urkundlich erwähnt. 1635, inmitten des Dreißigjährigen Kriegs, wurde sie zerstört.
Ab 1842 befand sie sich im Besitz der Familie Klug, daher rührt die Alternativbezeichnung „Klug’sche Mühle“ her. 1963 wurde sie stillgelegt. Seither dient sie als Ausflugsgaststätte. 2014 verkaufte die Familie Klug das Anwesen.

## Verkehr
Die  Annexe liegt unmittelbar an der Landesstraße 500.

## Tourismus
An der Wilensteinermühle vorbei führen der Prädikatswanderweg Pfälzer Waldpfad und der Gewässerwanderweg an der Moosalbe.